# EBITDAR
Доходи до витрат на відсотки, податків, амортизації, зносу, та витрат на реструктуризацію або на рентні платежі (англ. EBITDAR, Earnings Before Interest, Taxes, Depreciation, Amortization, and Restructuring or Rent Costs) — це нестандартизований метод оцінки фінансового результату діяльності компанії.
Математично можна скористатися такою формулою:
EBITDAR = Доходи (Виручка) — Витрати (які не включають в себе витрати на обслуговування боргів, податку на прибуток, амортизацію, знос, реструктуризацію та оренду/ренту).
Зважаючи на мету оцінки, користувачі трактують останню букву R як або ж орендні витрати, або ж витрати на реструктуризацію; та вкрай рідких випадках зазначають їх обидва. Таким чином EBITDAR є подальшим розширенням терміна EBITDA за рахунок елімінування для оцінки діяльності ще одного типу витрат. Для моделювання та порівняльної характеристики певного бізнесу чи центру витрат різниця у орендних ставках може викривити результати і призвести до хибних висновків. Наприклад, орендні ставки у Києві та Одесі будуть суттєво вищі за подібні у Рівному та Луганську, і спотворюватимуть результати оцінки роботи менеджерів подібних (типових) магазинів.
Найчастіше EBITDAR використовують для оцінки бізнесу роздрібної торгівлі та авіаліній. Зазвичай в таких розрахунках рентні платежі капіталізуються та додаються до загальної заборгованості компанії, з метою оцінки фінансового важіля (лівериджу) у структурі капіталу компаній.